# باب الرب

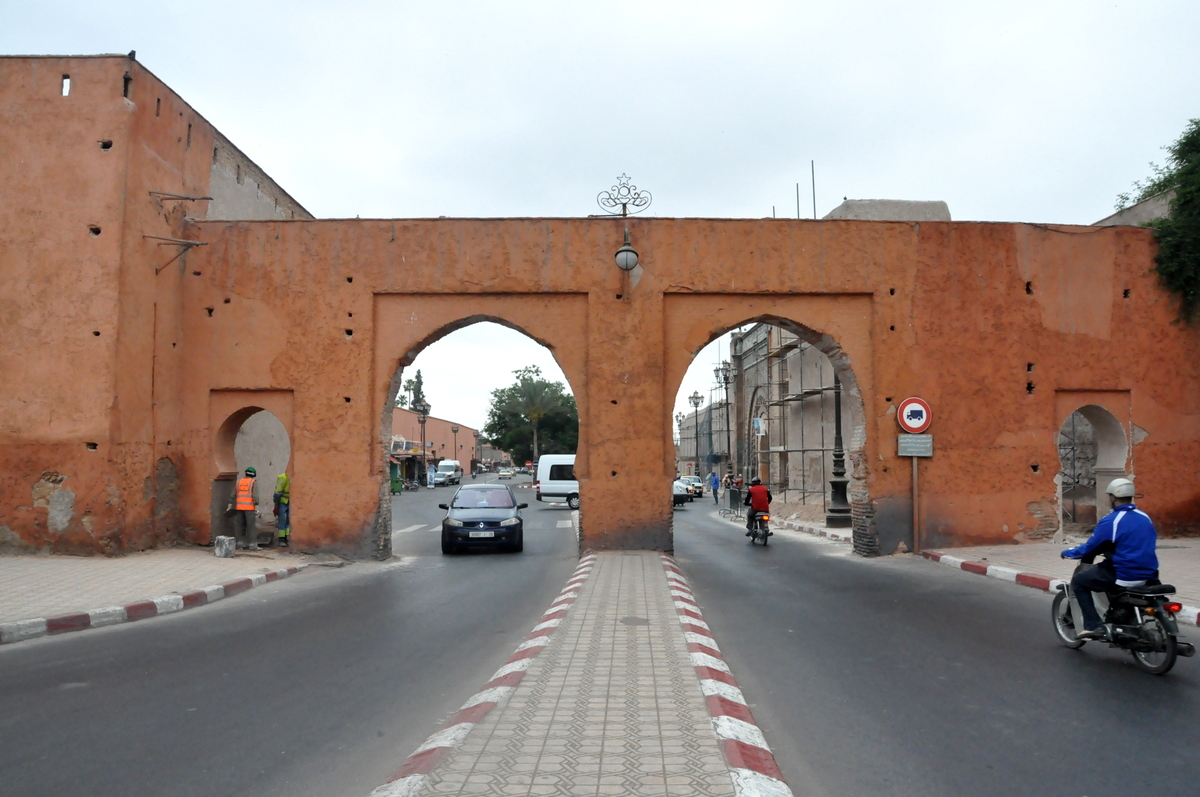

باب الرُب هو أحد أبواب مراكش التسعة عشر. أنشئ في عهد الموحدين، ويقع جنوب المدينة على مقربة من باب أكناو، ويفضي إلى الطريق المؤدية إلى قريتي أمزميز وأسني.

## أصل الاسم
الرُب ـ بضم الراء ـ هو شراب مسكر يستخلص أساسًا من التوت والتين. شاع تناوله منذ عهد الموحدين مرورا بالمرينيين والسعديين، وللحد من انتشاره أفتى بعض العلماء بتحريمه، فأصبح يباع خفية خارج المدينة بجوار هذا الباب، ومن ثم اقترن الباب باسم ذلك الشراب.